# Мінібаєв Віктор Едуардович
Віктор Едуардович Мінібаєв (рос. Ви́ктор Эдуа́рдович Миниба́ев, нар. 18 липня 1991) — російський стрибун у воду, бронзовий призер Олімпійських ігор 2020 року, призер чемпіонатів світу.

## Виступи на Олімпіадах
| Олімпіада           | Дисципліна                 | Місце |
| ------------------- | -------------------------- | ----- |
| Лондон 2012         | вишка, 10 метрів           | 4     |
| Лондон 2012         | синхронна вишка, 10 метрів | 6     |
| Ріо-де-Жанейро 2016 | вишка, 10 метрів           | 8     |
| Ріо-де-Жанейро 2016 | синхронна вишка, 10 метрів | 6     |
| Токіо 2020          | синхронна вишка, 10 метрів | 3     |